# Johnny Gold – a magyar celeb
A Johnny Gold – a magyar celeb egy Martin Csaba által készített magyar, szatíra jellegű vígjáték websorozat, amit 2011. június 6-án indítottak, és 2011. december 15-én publikálták az utolsó epizódját. A websorozat egy évadból áll, amit  teljesen önköltségből forgott, 24. rész után a nagy érdeklődés ellenére is befejezték a gyártást. Magyarországon a műfajban egyedülálló módon a sorozat első részét több mint 140 000-en látták, a részek össznézettsége pedig meghaladja a 800 000-et. Minden epizód több, mint 90%-os pozitív tetszési indexet ért el a YouTube-on.

## Történet
A Johnny Gold – a magyar celeb egy naiv, jószívű, énekelni nem tudó, de celebkedni vágyó óvodai mindenes, eredeti nevén Kaiser János (Tánczos Tamás) és egy ravasz menedzser, Oli (Martin Csaba) története, akik véletlenül találkoznak, és gyümölcsöző együttműködésbe kezdenek. Oli célja, hogy az együgyű, kigyúrt fiúnak bárgyú zenei videókat készítsen, amik aztán botrányvideóként gyorsan terjednek az interneten, és Olit jó reklámszerződésekhez segítik. Jani, új celebnevén; Johnny Gold nem látja át saját énekesi létének minőségét, csak a menyasszonya, Icuka (Mattyasovszky Nóra) lát a produkció mögé, és nem nézi jó szemmel az eseményeket. A sorozat így figurázza ki az értéktelenségükkel teret és ismertséget nyerő celebeket.

## Érdekességek
- A websorozat különlegessége, hogy a fiktív karakter, Johnny Gold videóklipjeit valóban leforgatták az alkotók, és a sorozatrészek mellett különállóan feltöltötték őket a YouTube-ra. A sorozat hitelességét ezeknek a bizarr videóklipeknek a gyors elterjedése és magas nézettsége mutatja leginkább.
- Az első videóklipet már egy hónappal a websorozat indulása előtt, 2011. május 1-jén publikálták. A gerillakampány bevált, és a vicces videó annyira elterjedt az interneten, hogy Johnny Gold már a websorozat indulása előtt hírhedtté vált, mint bugyuta előadó, így generálva érdeklődést a nevével fémjelzett következő YouTube videónak, ami már a sorozat első része volt. A websorozat elindulásakor derült ki, hogy Johnny Gold csupán egy fiktív karakter, akit Tánczos Tamás alakít. (Forrás: )

## Webizódok
- 1. rész
- 2. rész
- 3. rész
- 4. rész
- 5. rész
- 6. rész
- 7. rész
- 8. rész
- 9. rész
- 10. rész
- 11-12. rész
- 13. rész
- 14. rész
- 15. rész
- 16. rész
- 17. rész
- 18. rész
- 19. rész
- 20. rész
- 21. rész
- 22. rész
- 23. rész
- 24. rész

## A sorozat főbb videóklipjei
- Johnny Gold – Minden jó velem
- Johnny Gold – Vagyok a gép
- Johnny Gold – A mellizmon túl
- Johnny Gold – Paris, Paris
- Johnny Gold – Fijuba' nem vót?
- Johnny Gold – The pozitív message
- Johnny Gold – A kurátor